# Marcin Mroczek
Marcin Mroczek (ur. 18 lipca 1982 w Siedlcach) – polski tancerz, aktor niezawodowy; zyskał popularność rolą Piotra Zduńskiego w serialu telewizyjnym M jak miłość emitowanym w TVP2 od 2000; zwycięzca 2. Konkursu Tańca Eurowizji (2008).

## Życiorys
Ma brata bliźniaka Rafała i siostrę Agatę. W dzieciństwie tańczył w zespole tanecznym Caro Dance. Jest absolwentem Wydziału Inżynierii Lądowej Politechniki Warszawskiej.
Ogólnopolską popularność przyniosła mu rola Piotra Zduńskiego w serialu TVP2 M jak miłość, w którym gra od 2000. Zagrał Zdobka w filmie Stara baśń. Kiedy słońce było bogiem (2003) i serialu Stara baśń (2004). 
W 2006 zwyciężył w pierwszej edycji programu Show!Time i w parze z Edytą Herbuś dotarł do półfinału czwartej edycji programu rozrywkowego TVN Taniec z gwiazdami. Wraz z bratem otrzymał tego roku Różę Gali w kategorii „Piękne debiuty”. Zimą 2007 w parze z Hanną Pełypenko zwyciężył w trzeciej edycji programu 1+1 Tanci z zirkamy.
6 września 2008, reprezentując Polskę w parze z Edytą Herbuś, zwyciężył w finale 2. Konkursu Tańca Eurowizji w Glasgow po zdobyciu 154 punktów; uplasowali się w pierwszej trójce głosowania we wszystkich krajach.

## Życie prywatne
Był związany z Agnieszką Popielewicz, z którą założył Fundację „Z miłości serc”. 20 lipca 2013 w Tarczynie poślubił modelkę Marlenę Muranowicz. Mają dwóch synów: Ignacego (ur. 2016) i Kacpra (ur. 2017). Pod koniec kwietnia 2025 roku ogłosił rozwód z żoną.

## Filmografia
- od 2000: M jak miłość jako Piotr Zduński, syn Marii
- 2003: Stara baśń. Kiedy słońce było bogiem jako Zdobek
- 2004: Stara baśń jako Zdobek
- 2010: Dancing for you jako ochroniarz
- 2018: O mnie się nie martw
- 2019: Raz, jeszcze raz
- 2022: Gang Zielonej Rękawiczki jako grabarz